# Chloeres quantula
Chloeres quantula är en fjärilsart som beskrevs av Swinhoe 1885. Chloeres quantula ingår i släktet Chloeres och familjen mätare. Inga underarter finns listade i Catalogue of Life.